# 마크 L. 레스터
마크 L. 레스터(Mark L. Lester, 1946년 11월 26일 ~ )는 미국의 영화 감독, 각본가, 영화 프로듀서이다. 디스코, 뮤지컬 롤러 부기, 폭력 교실 1984, 스티븐 킹 각색판 초능력 소녀의 분노, 아널드 슈워제네거 액션 영화 코만도 (영화), 액셔녀 코미디 무장과 위험(존 캔디, 유진 레비, 멕 라이언 주연), 버디 영화 리틀 도쿄 (영화)(돌프 룬드그렌, 브랜던 리 주연) 등 컬트 영화 감독으로 알려져 있다.

## 참여 작품
- 트럭 스톱 우먼
- 바비 조 앤 더 아웃로
- 스턴트맨의 분노
- 롤러 부기
- 폭력 교실 1984
- 초능력 소녀의 분노
- 코만도 (영화)
- 무장과 위험
- 폭력교실 1999
- 리틀 도쿄 (영화)
- S.I.S. 필살처형
- 나이트 런닝맨
- 요람을 흔드는 손 (1997년 영화)
- 히트맨 런
- 블로우백 (2000년 영화)
- 스틸링 캔디
- 화이트 러쉬
- 포세이돈 (2013년 영화)